# Ich komme vom Ende der Welt
Ich komme vom Ende der Welt (Originaltitel: L’avventuriero) ist ein italienischer Abenteuerfilm von Terence Young aus dem Jahr 1967. Als literarische Vorlage diente der Roman Der Freibeuter (The Rover, 1923) von Joseph Conrad.

## Handlung
Im Jahr 1797 bereitet sich Napoleon Bonaparte darauf vor, seinen Erzfeind England in Ägypten anzugreifen. Indes gelingt es Kapitän Peyrol, mit seiner französischen Brigg Marigalante die vor Toulon kreuzende englische Korvette Amelia des Admiral Nelson zu überlisten und unversehrt in den Hafen einzulaufen. Peyrol, der nach 40 Jahren erstmals seine Heimat wiedersieht, übergibt die Marigalante den Hafenkommandanten. Der alte Korsar will der See für immer den Rücken kehren und mit seinem erworbenen Vermögen einen ruhigen Lebensabend verbringen. Doch Kommissar Dussard beschuldigt ihn, ein ehemaliger Deserteur der königlichen Flotte zu sein, und versucht auf diese Weise in den Besitz von Peyrols Dublonenschatz zu gelangen.
Der gewiefte Peyrol kann jedoch entwischen und findet Zuflucht an einem entlegenen Strand in der Gegend, wo er geboren wurde. Dort findet er in einem alten Gehöft nur noch wenige Menschen vor – darunter ein seltsames Mädchen namens Arlette, ihre Tante Caterina, der scheue Krüppel Michel und Scevola, ein sadistischer Knecht. Die gütige Caterina nimmt den Fremden wohlwollend bei sich auf, auch in der Hoffnung, er könne bleiben und bei ihnen ein neues Zuhause finden. Schon bald wird Peyrol jedoch von seiner Rastlosigkeit geplagt. Mit Hilfe des lahmen Michel versucht er, das Wrack eines alten Segelboots wieder seetüchtig zu machen. Arlettes kindliche Zuneigung taut derweil sein hartes Herz auf. Er ist überzeugt, dass ihr merkwürdiges Verhalten wie auch ihre Angstzustände von einem traumatischen Erlebnis in ihrer Kindheit herrühren, als ihre Eltern brutal ermordet wurden. Als der jähzornige Scevola sich an Arlette vergreift und droht, das Gehöft in Brand zu legen, schreitet Peyrol gerade noch rechtzeitig ein und kennt kein Erbarmen gegen den Wüterich, der sich zudem als Mörder von Arlettes Eltern entpuppt. Nach Scevolas Tod beginnt sich der emotionale Zustand Arlettes kontinuierlich zu verbessern.
Eines Tages taucht auf dem Gut der junge Offizier Real auf, der in Peyrol genau den richtigen Mann für eine gefährliche Mission gefunden zu haben glaubt. Admiral Nelson soll eine gefälschte Geheimbotschaft zugespielt werden, die es der französischen Flotte ermöglicht, ungehindert in Richtung Ägypten auslaufen zu können. Peyrol lehnt zunächst ab. Doch als er erkennt, dass Arlette den jungen Offizier liebt, macht er sich – bereit, sich selbst zu opfern – auf den Weg und segelt mit der Botschaft den Engländern auf seinem reparierten Boot entgegen. Fast scheint es, als wolle er die Blockade der Engländer mit ihren nun wie wild umherfliegenden Geschossen durchbrechen. Im Wissen, dass er sterben wird, bindet er sich an das Steuer, an dem er schließlich tot samt Botschaft gefunden wird.

## Hintergrund
Ich komme vom Ende der Welt ist eine Verfilmung des Romans Der Freibeuter (The Rover, 1923), dem letzten vollständigen Werk des polnisch-britischen Schriftstellers Joseph Conrad. Die Dreharbeiten fanden 1966 in Italien statt. Strand- und Küstenszenen wurden unter anderem in Capodarco, einem Ortsteil von Fermo, an der Adria gedreht. Weitere Aufnahmen entstanden auf Elba sowie in den Cinecittà und Incir De Paolis Studios in Rom. Für das Kostümbild sorgte Veniero Colasanti. Hauptdarsteller Anthony Quinn und Rita Hayworth waren bereits 1941 in Rouben Mamoulians Stierkampf-Drama König der Toreros gemeinsam auf der Leinwand zu sehen. Während die italienischen Darsteller in Ich komme vom Ende der Welt ihre Dialoge beim Dreh in ihrer Muttersprache vortrugen, sprachen Quinn und Hayworth ihre Dialogzeilen auf Englisch, die erst in der Postproduktion auf Italienisch nachsynchronisiert wurden.
Ich komme vom Ende der Welt wurde am 8. September 1967 in Italien uraufgeführt und im Oktober 1967 auf dem San Francisco International Film Festival vorgestellt. Am 12. Januar 1968 kam der Film in die bundesdeutschen Kinos. Am 4. April 1980 wurde er auf DFF 1 erstmals im Fernsehen der DDR ausgestrahlt, am 25. Januar 1983 im ZDF. 2007 erschien der Film auf DVD.

## Kritiken
„Routiniert inszenierte Romanverfilmung, der es nicht gelingt, die menschlichen Konflikte glaubwürdig zu machen, so dass sie auf dem Niveau der Abenteuergeschichte bleibt“, befand das Lexikon des internationalen Films. William Thomaier schrieb seinerzeit in Films in Review, dass die Handlung „nach einem vielversprechenden Anfang“ an Zugkraft verliere und das Interesse des Zuschauers in der Folge auf der Strecke bleibe. Der Verlauf der Geschichte sei „nie übersichtlich“ und das Tempo „ermüdend“. Der Film bleibe zwar Conrad treu, aber „wahrscheinlich zu sehr, da die Schwäche des Buchs größtenteils für die Schwülstigkeit des Films verantwortlich ist“. Das Ende sei jedoch „sehr gut“.
Überwiegend positiv urteilte der Evangelische Filmbeobachter: „Stellenweise spannende Ballade von einem Seemann, die sich zu bedeutungsvoll gibt, formal jedoch interessant gestaltet ist.“

## Deutsche Fassung
Die deutsche Synchronfassung entstand 1967 in München.
| Rolle              | Darsteller          | Synchronsprecher    |
| ------------------ | ------------------- | ------------------- |
| Kapitän Peyrol     | Anthony Quinn       | Wolf Ackva          |
| Arlette            | Rosanna Schiaffino  | Rose-Marie Kirstein |
| Tante Caterina     | Rita Hayworth       | Eleonore Noelle     |
| Real               | Richard Johnson     | Ernst Kuhr          |
| Scevola            | Ivo Garrani         | Rolf Boysen         |
| Michel             | Luciano Rossi       | Jürgen Clausen      |
| Captain Vincent    | Anthony Dawson      | Lukas Ammann        |
| Kommissar Dussard  | Mino Doro           | Klaus W. Krause     |
| Peyrols Steuermann | Giulio Marchetti    | Werner Lieven       |
| Lt. Bolt           | Gianni di Benedetto | Klaus Kindler       |

## Soundtrack
- Ennio Morricone: L’Avventuriero. Dagored (Cargo Records) 2005, eine CD mit elf Aufnahmen der Filmmusik.